# Sophronica fallaciosa
Sophronica fallaciosa är en skalbaggsart som beskrevs av Stefan von Breuning 1939. Sophronica fallaciosa ingår i släktet Sophronica och familjen långhorningar. Inga underarter finns listade i Catalogue of Life.